# Giesenkirchen
Giesenkirchen (dialektal: Jissekerreke) ist ein Stadtteil der Großstadt Mönchengladbach in Nordrhein-Westfalen. Es gehört zum Stadtbezirk Mönchengladbach Ost. Bis zum 22. Oktober 2009 war es ein eigenständiger Stadtbezirk von Mönchengladbach. Vorher gehörte der Ort zu Rheydt, das 1975 zu Mönchengladbach eingemeindet wurde. Am 31. Dezember 2020 hatte Giesenkirchen insgesamt 15.291 Einwohner. Davon entfielen 8928 auf den Stadtteil Giesenkirchen-Mitte, 4303 auf Giesenkirchen-Nord und 2080 auf Schelsen.

## Geschichte

### Urgeschichte

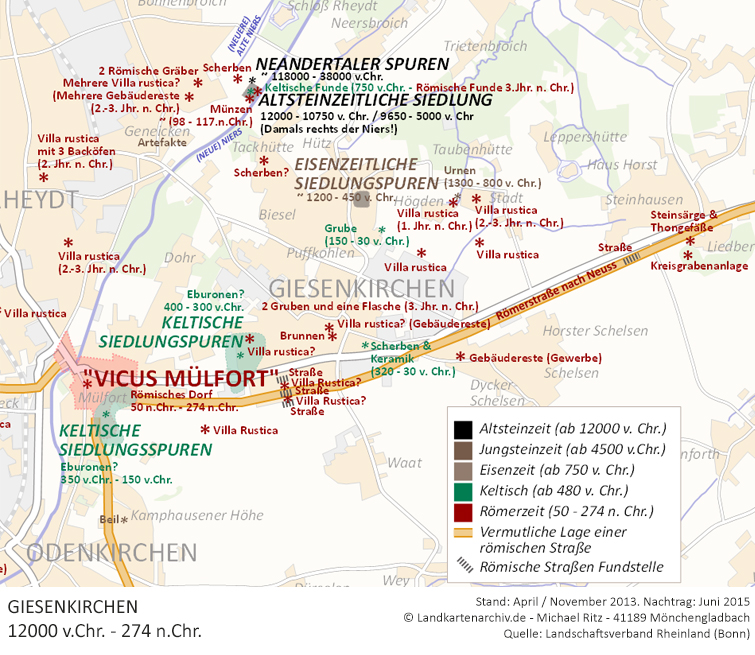
Steinzeitliche, keltische und römische Vergangenheit von Giesenkirchen zwischen 12.000 v. Chr. bis 274 n. Chr.

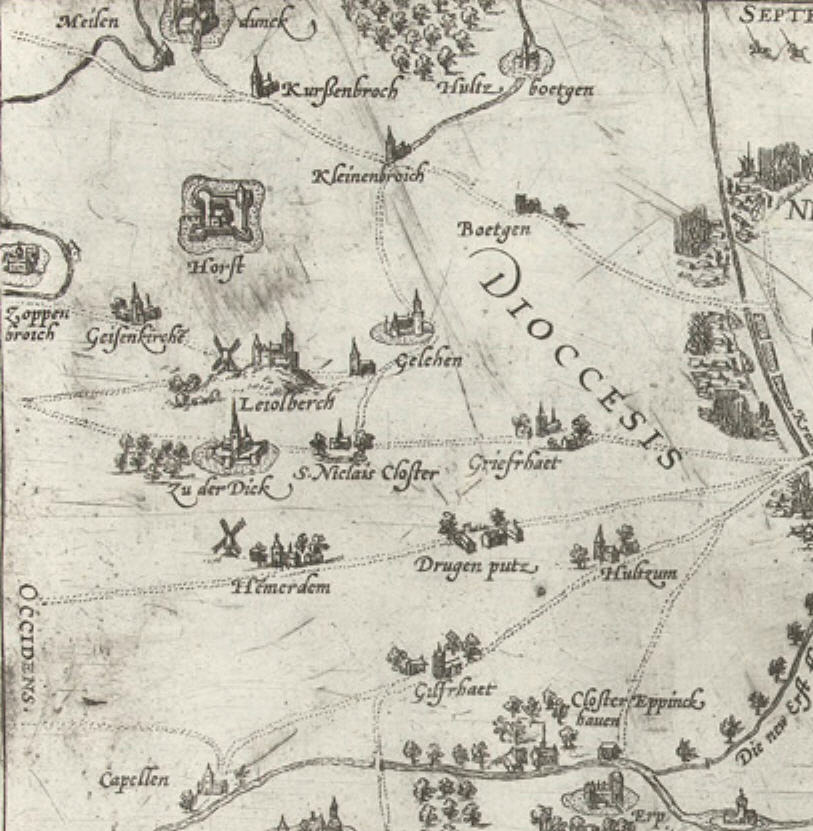
Umgebung von Giesenkirchen (Geisenkirche) und Haus Horst (Horst), an der Straße von Zoppenbroich nach Liedberg (Leiolberch), 1585

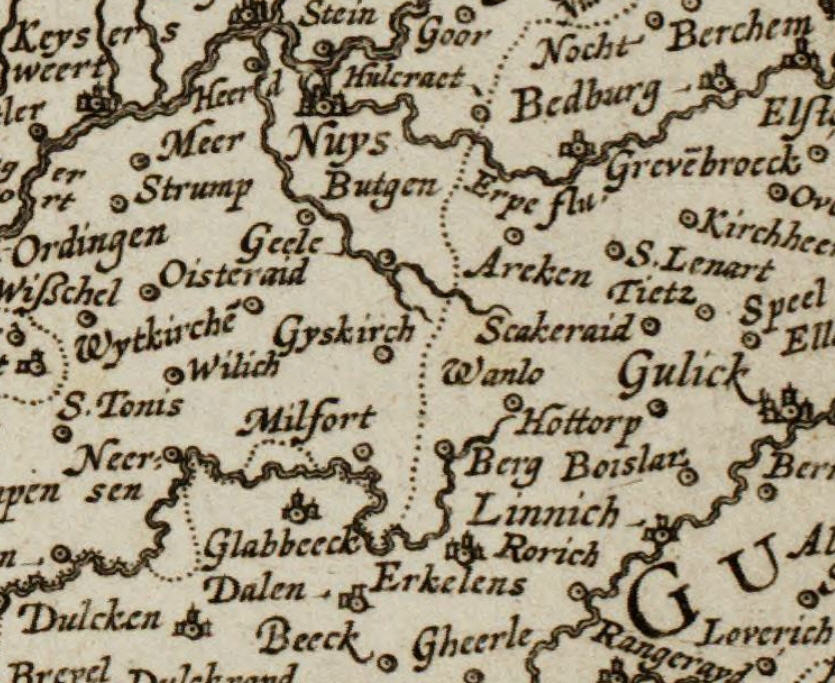
Giesenkirchen (Gyskirch) aus der Sicht von Gerhard Mercator, 1589

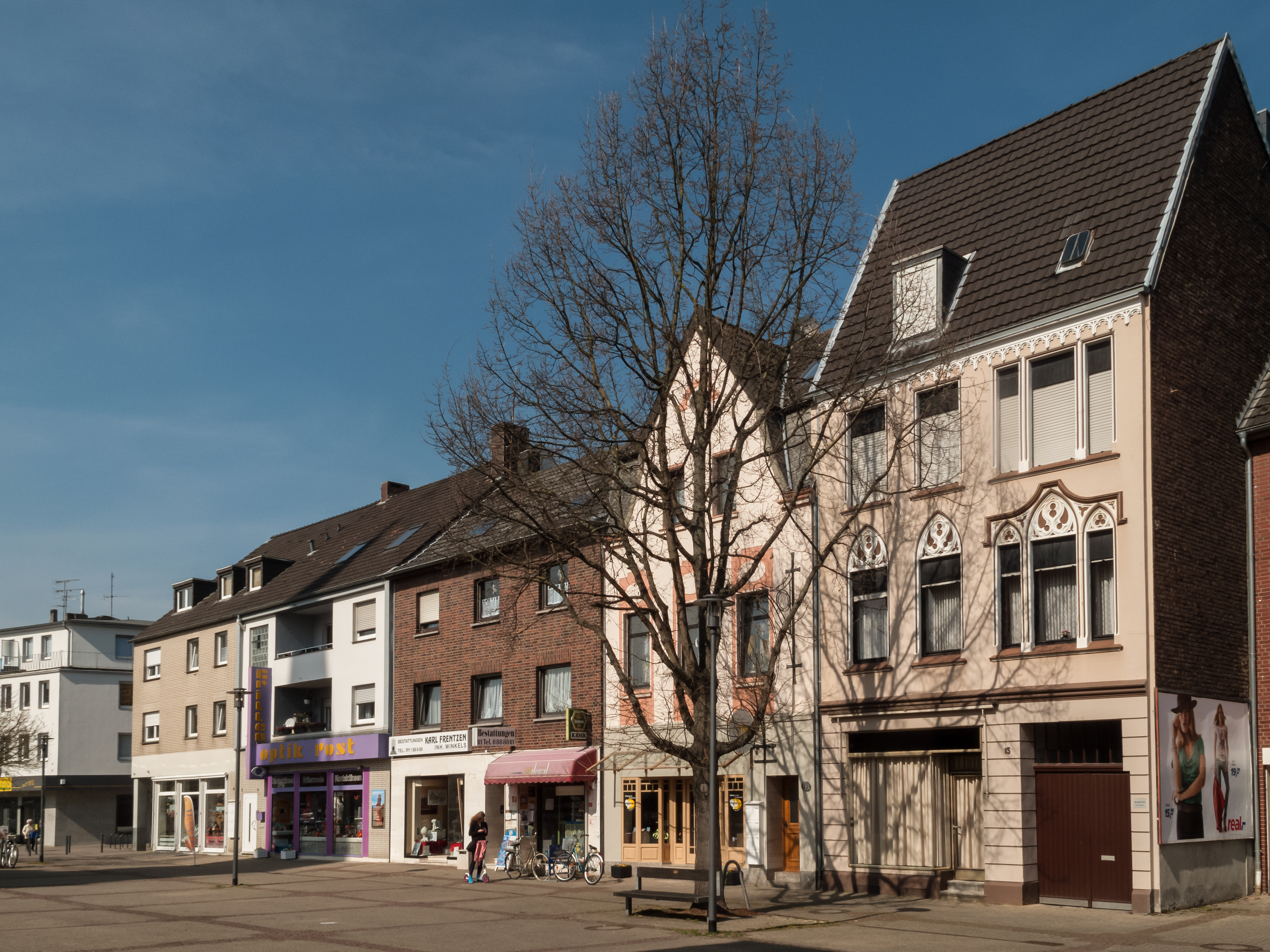
Der Konstantinplatz

Zwischen Mülfort, Haus Horst und Schloss Rheydt wurden außergewöhnlich viele historische Funde im Großraum von Mönchengladbach gemacht. Der fruchtbare Boden und der Schutz der sumpfigen Niers sowie des Hoppbruchs und des Trietbachs machten diesen Standort halbwegs sicher zum Leben. Die Neandertaler lebten schon vor 118.000 Jahren an der rechten Uferseite der Niers. Auch Steinzeitmenschen lebten ab 14.000 v. Chr. in einer Siedlung, viele tausend Jahre lang, unweit der Tackhütte, an der damals östlichen Uferseite der Niers.

### Kelten
Die Kelten lebten bis 50 v. Chr. in zahlreichen Standorten an der östlichen Uferseite der Niers, im heutigen Giesenkirchen bei Ahren und Ruckes sowie im benachbarten Mülfort. Der Standort dort war sehr aggressiv gewählt und weit sichtbar auf einem Hügel gelegen. Die Kelten wurden 50. v. Chr. von Julius Caesar und seinen Truppen ermordet.

### Römer
Von 50 n. Chr. bis 274 n. Chr. existierte, nur wenige Kilometer westlich vom heutigen Giesenkirchen, ein römisches Dorf (Vicus Mülfort). Dort vorbeiführend durchkreuzte eine wichtige Straßenverbindung von der Maas bis nach Neuss (Novaesium) das Gebiet von Giesenkirchen, die Alte Heerstraße. Die Straße lag etwas südlich der heutigen Mülforter Straße und ab Schelsen im Bereich der Liedberger Straße. Vor Neuss verlief sie nördlich von Büttgen.
An der römischen Straße entstanden einige Bauernhöfe (Villa rustica). 15 Trümmerstellen sind in Giesenkirchen sowie eine weitere Trümmerstelle in der Baueshütte, Horster Schelsen und bei Högden wurden entdeckt. 274 n. Chr. wurden alle Bauernhöfe, durch die einfallenden Franken, zerstört.

### Mittelalter und Neuzeit
Urkundlich ist die Ortsbezeichnung Giesenkirchen im Jahre 1150 zum ersten Mal nachweisbar. Diese Urkunde, heute im Historischen Archiv der Stadt Köln, berichtet von einer Schenkung des so genannten „Zehnten von neugerodetem Land“, die der Propst von St. Gereon in Köln der Kirche von Giesenkirchen mit der Auflage macht, dass in Zukunft kleine Reparaturen am Dach und oberen Teil der Kirche und der Sakristei von den Pfarrangehörigen bezahlt werden. Weiter wird von einem Chorbischof Walter berichtet, der gleichzeitig die Pfarrstelle in Giesenkirchen bekleidete. Verhandelt wurde diese Schenkung unter dem Vorsitz des Erzbischofs Arnold von Köln, in Anwesenheit und mit Zustimmung der Mitglieder des Gereonstiftes in Köln.
Bis Oktober 1794, dem Einzug französischer Truppen, gehörten Giesenkirchen, Zoppenbroich und Horst zu Kurköln, Dycker-Schelsen zur Reichsherrschaft Dyck. Zu Zoppenbroich gehörten: Bahner, Biesel, Schrödt, Eiger und Junker. Pesch, Leppershütte, Taubenhütte, Stadt, Looshof, Steinhausen und Horster-Schelsen gehörten zu Horst. Giesenkirchen umfasste das übrige Gebiet der gleichnamigen Gemeinde.
In der Franzosenzeit wurden die Grenzen zwischen den bisherigen Hoheitsträgern abgeschafft.

### 19. Jahrhundert bis heute
Am 24. April 1816 entstand der neue Landkreis Gladbach. Er gehörte zum Regierungsbezirk Düsseldorf in der späteren Rheinprovinz. Die Gemeinde Schelsen gehörte dem Kreis Gladbach bis zu seiner Auflösung im Jahre 1929 an. Die Bürgermeisterei Schelsen als Gesamtgemeinde war untergliedert in den Spezialgemeinden Giesenkirchen und Schelsen. Es bestand jeweils ein Gemeinderat für Giesenkirchen und Schelsen. Für die Gesamtgemeinde existierte ein Bürgermeisterrat. Haushaltspläne wurden sowohl für die Spezialgemeinden als auch für die Gesamtgemeinde beschlossen.
Der Preußische Landtag beschloss am 29. Juli 1929 die kommunale Neugliederung des rheinisch-westfälischen Industriegebietes. Am 1. August des gleichen Jahres wurde aus den Städten München-Gladbach, Rheydt und Odenkirchen, sowie den Gemeinden Schelsen und Hardt die Stadt Gladbach-Rheydt gebildet. Am 1. August 1933 wurde auf Beschluss des Reichsgerichts in Leipzig die junge Stadt wieder aufgeteilt.
Bei den ersten Wahlen nach dem Zweiten Weltkrieg, und bei allen weiteren Wahlen, wurde eine entscheidende Anzahl von Politikern aus Giesenkirchen in die Stadträte der Stadt Rheydt gewählt.
Im Jahre 1974 beschloss der nordrhein-westfälische Landtag in Düsseldorf das Gesetz zur Neugliederung des Raumes Mönchengladbach/Düsseldorf/Wuppertal. Zwischen den Städten Mönchengladbach/Rheydt und der Gemeinde Wickrath wurde ein Gebietsänderungsvertrag geschlossen. Dieser Vertrag beinhaltet auch, dass die neue Stadt Mönchengladbach in zehn Stadtbezirke eingeteilt wird. Neben dem Stadtrat für die Gesamtstadt wurde in jedem Stadtbezirk eine Bezirksvertretung eingerichtet. Die erste Bezirksvertretung für Giesenkirchen wurde bei der Kommunalwahl am 4. Mai 1975 gewählt. In dieser Bezirksvertretung hatte die CDU 9 Sitze und die SPD 4 Sitze.
Am 22. Oktober 2009 wurde die Zahl der Stadtbezirke auf vier reduziert. Damit gehören die Stadtteile des ehemaligen Stadtbezirks Giesenkirchen nun zum Stadtbezirk Mönchengladbach Ost.

### Einwohnerentwicklung
Die folgende Übersicht zeigt die Einwohnerzahlen von Giesenkirchen
| Jahr   | Einwohner |
| ------ | --------- |
| 1581 1 | 60        |
| 1737 1 | 91        |
| 1834 4 | 2926      |
| 1871 1 | 3965      |
| 1875 1 | 3989      |
| 1880 1 | 4438      |
| 1885 1 | 4964      |
| 1890 1 | 5500      |
| 1895 1 | 5821      |

| Jahr   | Einwohner |
| ------ | --------- |
| 1907 3 | 6625      |
| 1910 1 | 8488      |
| 1915 1 | 8905      |
| 1920 1 | 8390      |
| 1925 1 | 9134      |
| 1929 1 | 9451      |
| 1932 3 | 9733      |
| 1946 1 | 10593     |
| 1950 1 | 11298     |
| 1958 1 | 11913     |
| 1960 1 | 12261     |
| 1965 1 | 13416     |
| 1970 1 | 13441     |
| 1975 1 | 13234     |
| 1980 1 | 13476     |
| 1983 1 | 14266     |

| Jahr   | Einwohner |
| ------ | --------- |
| 2004 2 | 15915     |
| 2005 2 | 15964     |
| 2006 2 | 15894     |
| 2007 2 | 15763     |
| 2008 2 | 15733     |
| 2009 2 | 15586     |
| 2010 2 | 15523     |
| 2011 2 | 15408     |
| 2012 2 | 15234     |
| 2013 2 | 15194     |

Quelle:

## Politik
Bei der Wahl zur Bezirksvertretung im September 2004 erreichte die CDU 43,3 Prozent (Sechs Sitze), die SPD 25,4 Prozent (Drei Sitze), die FDP 4,7 Prozent (Ein Sitz), Die Grünen 8,3 Prozent (Ein Sitz) sowie die FWG 16,1 Prozent (Zwei Sitze) der Stimmen. Zum Bezirksvorsteher wurde Frank Boss (CDU) gewählt.
Mitglieder des Rates der Stadt Mönchengladbach aus Giesenkirchen sind seit der Kommunalwahl 2004: Frank Boss (CDU/Direkt gewählt im Wahlkreis Giesenkirchen, Meerkamp, Tackhütte), Axel Zimmermann (CDU/Direkt gewählt im Wahlkreis Giesenkirchen, Schelsen, Ahrener Feld), Horst Peter Vennen (SPD/Ratsreserveliste), Oliver Büschgens (SPD/Ratsreserveliste) und Bernd Püllen (FWG/Ratsreserveliste)
2009: Ratsmitglieder: Giesenkirchen-Nord: Horst-Peter Vennen (SPD), Giesenkirchen-Süd: Ralf Kremer (CDU). Von 2004 bis 2009 verlor die CDU in Giesenkirchen insgesamt über 50 Prozent ihrer Wähler.
Der Giesenkirchener Hans-Willi Körfges (SPD) ist seit der Landtagswahl im Jahr 2000 Mitglied des Landtags von Nordrhein-Westfalen.

## Schulen
Die Schulgeschichte beginnt mit einer Pfarrschule, einer Einrichtung der katholischen Kirche. Der Zeitpunkt dieser Einrichtung ist nicht überliefert. Belegt ist, dass im Jahre 1571 der „Schulmeister uff Remigii“ 4 Taler vom Giesenkirchener Kirchenmeister erhalten hat. Im Jahre 1809 errichtete die Gemeinde südlich neben der Kirche ein Schulgebäude mit einem Klassenzimmer. Bei der Einführung der allgemeinen Schulpflicht im Jahre 1825 musste ein zweites Klassenzimmer angebaut werden.
Am 19. Oktober 1868 wurde die Schule Meerkamp eingeweiht und für den Unterricht freigegeben. Ein Erweiterungsbau wurde bereits 1898 erstellt. Die endgültige Form erhielt die Schule Meerkamp mit dem Bau eines neuen Flügels mit vier Klassenräumen, Lehrmittelraum und Lehrerzimmer im Jahre 1912. Für die evangelischen Schüler aus Schelsen richteten Bürger in Horster-Schelsen im Jahre 1846 eine Privatschule ein. Die Kostendeckung erfolgte durch freiwillige Beiträge und einen laufenden Zuschuss des Gustav-Adolf-Vereins. Wegen geringer Schülerzahl wurde sie 1945 aufgelöst.
Eine öffentliche evangelische Volksschule begann im Jahre 1947 im Gebäude der Katholischen Volksschule Korschenbroicher Straße mit dem Unterricht. Im Jahre 1959 bezog sie dann das freistehende Gebäude an der Friesenstraße. Ein neues Schulgebäude wurde für die Evangelischen Volksschule in den Jahren 1965/1966 von der Stadt Rheydt am Asternweg erstellt. Im Jahre 1968 wurde das bisherige Schulwesen grundlegend verändert und die Volksschule in Grund- und Hauptschule aufgeteilt. In Giesenkirchen entstanden zu Beginn des Schuljahres 1968 jeweils eine katholische Grundschule an der Konstantinstraße, Kleinenbroicher Straße, Am Sternenfeld und Katzenbauerstraße. Eine evangelische Grundschule wurde im Gebäude Friesenstraße eingerichtet. Zu Beginn des Schuljahres 1969/1970 wurde diese Schule in eine Gemeinschaftsgrundschule umgewandelt. Wegen zu geringer Schülerzahl wurde die katholische Grundschule Katzenbauerstraße im Jahre 1969 aufgelöst.
Zu Schuljahresbeginn 1985/86 wurden die katholischen Grundschulen Konstantinstraße und Kleinenbroicher Straße zur katholischen Grundschule Giesenkirchen mit der Nutzung des Gebäudes Kleinenbroicher Straße zusammengelegt. Die Gemeinschaftsgrundschule erhielt daraufhin zusätzlich das Gebäude Konstantinstraße. Die katholische Grundschule Am Sternenfeld erhielt zur gleichen Zeit ihren ursprünglichen Namen „Schule Meerkamp“ zurück.
Zu Beginn des Schuljahres 2012/2013 zogen die katholische Grundschule Kleinenbroicher Straße und die Gemeinschaftsgrundschule Friesenstraße gemeinsam in das Gebäude der ehemaligen Gemeinschaftshauptschule Giesenkirchen am Asternweg ein. Sie wurden zu einer Verbundschule unter einer Schulleitung weitergeführt.
Die Gemeinschaftshauptschule zog 1968 in das neuerstellte Gebäude Asternweg, dass aber nicht den Raumbedarf für diese neue Schulform abdeckte. Das Gebäude war für die evangelische Volksschule gebaut worden. Die Hauptschule musste bis zum Jahre 1974 Klassenauslagerungen im Gebäude der katholischen Grundschule Am Sternenfeld hinnehmen. Erst dann war die erforderliche Schulerweiterung am Asternweg vollendet. 1974 beschloss der Rat der Stadt Rheydt, ein viertes Gymnasium einzurichten. Endgültiger Standort dieses Gymnasiums wurde dann das Schulzentrum Asternweg in Giesenkirchen.
Seit 1978 trägt das Gymnasium den Namen Franz-Meyers-Gymnasium, nach dem ehemaligen Ministerpräsidenten des Landes Nordrhein-Westfalen und Ehrenbürger der Stadt Mönchengladbach, Franz Meyers. Im Schulzentrum Giesenkirchen befindet sich ein Pädagogisches Zentrum mit Schulbibliothek, eine Turnhalle mit Lehrschwimmbecken und eine Dreifachturnhalle. Außerdem gibt es in Giesenkirchen ein städtisches Jugendheim, das K5. Es ist für Kinder und Jugendliche ab sechs Jahren.

## Söhne und Töchter
- Andreas Kruchen (1731–1796), Zisterzienser-Abt des Klosters Heisterbach
- Werner Breuer (1833–1911), Gutsbesitzer und Politiker
- Gottfried Buschbell (1872–1946), Bibliothekar
- Edmund Pesch (1903–1992), Journalist
- Alfred Brühl (1920–2010), Maler
- Norbert Bude (* 1959), Oberbürgermeister der Stadt Mönchengladbach (2004–2014)
- René Schnitzler (* 1985), Fußballspieler

## Baudenkmäler
Die folgenden Gebäude in Giesenkirchen stehen unter Denkmalschutz.
- Grundschule Am Sternenfeld, Am Sternenfeld 155 als Denkmal Nr. A 013
- Steigerturm Mönchengladbach, Am Sternenfeld 3 als Denkmal Nr. A 048
- Schulgebäude, Friesenstraße als Denkmal Nr. F 036
- Schulgebäude, Friesenstraße 34 als Denkmal Nr. F 037
- Haus Horst, Palandweg 48 als Denkmal Nr. H 010
- Jugendheim, Kleinenbroicher Straße 5 als Denkmal Nr. K 078
- Schule, Kleinenbroicher Straße 22 als Denkmal Nr. K 059
- Altes Pfarrhaus, Konstantinplatz 1 als Denkmal Nr. K 023
- Kath. Pfarrkirche St. Gereon, Konstantinplatz 12 als Denkmal Nr. K 026
- Rathaus, Konstantinplatz 19 als Denkmal Nr. K 024
- Jüdischer Friedhof, Konstantinstraße als Denkmal Nr. K 094
- Fabrikantenvilla, Konstantinstraße 283 als Denkmal Nr. K 014
- Fachwerkhofanlage, Ruckes 134 als Denkmal Nr. R 044
- Fachwerkwohnhaus, Högden 6 als Denkmal Nr. H 016
- Kriegergedenkstätte, Tackhütte 38 als Denkmal Nr. T 018
- Fabrikgelände, Konstantinstraße 2–16 als Denkmal Nr. K 041
- Fabrikgelände, Konstantinstraße 303 als Denkmal Nr. K 095
- Wohnhaus, Konstantinstraße 74–76 als Denkmal Nr. K 098

## Belege
1. ↑  Die Bevölkerung der Stadt Mönchengladbach am Ort der Hauptwohnung nach Stadtbezirken und Stadtteilen am 31.12.2022. (pdf) Stadt Mönchengladbach, abgerufen am 2. April 2023.
2. 1 2  [Bau des Hochwasserrückhaltebeckens bringt archäologische Funde aus vier Epochen ans Tageslicht Die Wickrathberger Dorfgeschichte] – Stadt Mönchengladbach
3. ↑  Wolfgang Löhr mit Unterstützung der Sparkassenstiftung für Kunst und Wissenschaft, der Reiners-Stiftung GmbH und der Josef und Hilde Wilberz-Stiftung (Hrsg.): Loca Desiderata, Mönchengladbacher Stadtgeschichte. Band 1. Rheinland-Verlag- und Betriebsgesellschaft des Landschaftsverbandes Rheinland, Abtei Brauweiler, Pulheim 1994, ISBN 3-7927-1375-6, S. 247.
4. 1 2  Alte Heerstraße (Alte Heer-Str.) nördlich von Büttgen, in: Meyers Gazetteer, mit Eintrag aus Meyers Orts- und Verkehrslexikon, Ausgabe 1912, sowie einer alten Landkarte der Umgebung von Schiltigheim.
5. ↑  Wolfgang Löhr mit Unterstützung der Sparkassenstiftung für Kunst und Wissenschaft, der Reiners-Stiftung GmbH und der Josef und Hilde Wilberz-Stiftung (Hrsg.): Loca Desiderata, Mönchengladbacher Stadtgeschichte. Band 1. Rheinland-Verlag- und Betriebsgesellschaft des Landschaftsverbandes Rheinland, Abtei Brauweiler, Pulheim 1994, ISBN 3-7927-1375-6, S. 247.
6. ↑  Wolfgang Löhr mit Unterstützung der Sparkassenstiftung für Kunst und Wissenschaft, der Reiners-Stiftung GmbH und der Josef und Hilde Wilberz-Stiftung (Hrsg.): Loca Desiderata, Mönchengladbacher Stadtgeschichte. Band 1. Rheinland-Verlag- und Betriebsgesellschaft des Landschaftsverbandes Rheinland, Abtei Brauweiler, Pulheim 1994, ISBN 3-7927-1375-6, S. 263–267.
7. ↑  Wolfgang Löhr mit Unterstützung der Sparkassenstiftung für Kunst und Wissenschaft, der Reiners-Stiftung GmbH und der Josef und Hilde Wilberz-Stiftung (Hrsg.): Loca Desiderata, Mönchengladbacher Stadtgeschichte. Band 1. Rheinland-Verlag- und Betriebsgesellschaft des Landschaftsverbandes Rheinland, Abtei Brauweiler, Pulheim 1994, ISBN 3-7927-1375-6, S. 257 f.